# Benedict Eggeling
Benedict Eggeling (* 16. Februar 1999 in Eschwege) ist ein deutscher Ruderer, der 2024 Europameisterschaftszweiter wurde.

## Karriere
Der aus Eschwege stammende Benedict Eggeling rudert für den Ruder-Club Favorite Hammonia in Hamburg und studiert im Jahr 2022 an der WWU Münster. 2022 wurde der 1,89 m große Eggeling zusammen mit Jasper Angl Dritter bei den Deutschen Meisterschaften im Zweier ohne Steuermann, 2023 wurden die beiden Zweite.
Eggeling gewann mit dem Achter den Titel bei den U23-Europameisterschaften 2020. 2021 erreichte er mit dem deutschen Achter den dritten Platz bei den U23-Weltmeisterschaften. 2022 rückte Benedict Eggeling in den Deutschland-Achter. Die neu zusammengestellte Crew siegte in ihrer ersten großen Regatta beim Ruder-Weltcup in Posen. Bei den Weltmeisterschaften in Račice u Štětí belegte der Achter den siebten Platz. 2023 erreichte Eggeling mit dem Deutschland-Achter den vierten Platz bei den Europameisterschaften und den fünften Platz bei den Weltmeisterschaften. 2024 folgte der Gewinn der Silbermedaille bei den Europameisterschaften in Szeged und der vierte Platz bei den Olympischen Spielen in Paris.  